# ساويكا شايديت
ساويكا شاديت (التايلاندية: สาวิกา ไชย เดช ؛ من مواليد 19 يونيو 1986) ، الملقب بينكي (พิ้ ง กี้) ، هي ممثلة ومغنية تايلاندية.

## نشأتها
ولدت ساويكا في 19 يونيو 1986 في بانكوك. هي من أصول صينية وإنجليزية وهندية ومون وباكستانية وتايلاندية. كانت تنشئة إسلامية لأن والدها مسلم. شيادج لديها شقيقان كبيران ، أحدهما كان أيضًا في طفولتها الأولى لاكورن. تخرجت من جامعة رانجسيت بدرجة البكالوريوس في الفنون الليبرالية وحصلت لاحقًا على درجة الماجستير من جامعة تشاليرمكرنشانا.